# Hlín
In der nordischen Mythologie ist Hlín (altnordisch: „Schützerin“) nach Snorri Sturluson und in den Thulur eine weibliche Gottheit, die mit der Göttin Frigg in enger Verbindung steht. Sie hat diese zum Schutz der Menschen eingesetzt. Hlín wird in einem Gedicht in der Völuspá genannt und ist dort ein Synonym für Frigg selbst. In der Skaldendichtung steht der Name oft als Kenning für „Frau“.

## Theorien
Andy Orchard und Rudolf Simek stellen fest, dass in der Völuspá Hlín nur ein anderer Name für Frigg sei. Wahrscheinlich hat Snorri die Strophe falsch verstanden und hielt sie fälschlicherweise für eine eigene Göttin. Des Weiteren fügt Rudolf Simek an, dass die Göttinnen Saga, Hlín, Sjöfn, Snotra, Vár und Vör ebenfalls Schutzgöttinnen darstellen, die alle für bestimmte Aufgaben im Privatbereich der Menschen zuständig waren, vergleichbar den Matronen. John Lindow merkt an, dass, wenn Hlín tatsächlich Frigg ist, dies bedeutet, dass Hlíns „zweite Trauer“ in der Völuspá den Tod Odins, die erste den Tod Baldurs betrifft.